# Протесты в Ереване (2023)
Протесты в Ереване (2023) — протесты, начавшиеся в столице Армении 19 сентября 2023 года на фоне военной операции Азербайджана в Нагорном Карабахе. Протестующие требуют отказаться от признания Карабаха частью Азербайджана, а от премьер-министра Никола Пашиняна — уйти в отставку. Одновременно несколько сотен человек вышли на протест перед зданием Посольства России в Ереване из-за позиции России во время военного конфликта.

## Ход событий

### 19 сентября
На фоне начала военной операции Азербайджана в НКР в столице Армении Ереване начались массовые протесты. Протестующие требуют от действующего режима отказаться от ранее достигнутых договоренностей по Нагорному Карабаху и не признавать его частью Азербайджана, а премьер-министра Никола Пашиняна уйти в отставку.
Разъяренные протестующие пытались прорвать полицейское оцепление и штурмом взять дом правительства.
К вечеру протестующие окружили посольство России и заблокировали все выходы.
К ночи глава блока «Мать Армения» Андраник Теванян призвал установить палатки в центре Еревана на площади Республики. Митингующие не собираются покидать площадь, а правоохранительные органы пытаются заставить протестующих разойтись.

### 20 сентября
В ночь на 20 сентября силы полиции разблокировали здание посольства России и задержали несколько протестующих.
К началу утра протест начал стихать. Оппозиция заявляет о начале нового протеста вечером.
В 14:10 протест возобновился. На площадь рядом с правительственными зданиями начали прибывать люди.
Женщины, участвующие в стихийном митинге, пристыдили полицейских за бездействие по отношению к происходящему в Нагорном Карабахе.
В Ереване протестующие перекрыли площадь Тиграна Меца. Некоторые из них объявили сидячую забастовку.
Позже люди перекрыли ещё одну улицу, ведущую к дому правительства.
В центр Еревана прибыло подкрепление, состоящее из большого количества сотрудников полиции и спецназа.
Армянская оппозиция инициировала процесс отстранения Пашиняна от власти.
Вечером начались стычки между протестующими и сотрудниками полиции. Манифестанты начали забрасывать здание кабмина и охраняющих его силовиков бутылками и камнями.
К концу дня большинство протестующих начали расходиться с площади Республики.

### 21 сентября
К началу дня оппозиция начала проводить новую акцию протеста у здания Национального собрания Армении.
Участники антиправительственной акции объявили голодовку.
Днём автомобильное движение в районе площади Республики в центре Еревана заблокировано участниками стихийного митинга против властей.
Протестующие в Ереване заблокировали движение на перекрестке Маштоц-Амиряна и движение возле здания правительства по улице Налбандяна, участники протеста используют для возведения баррикад мусорные баки.
По данным на 16:20 (по московскому времени), полиция начала задерживать участников протеста.
Вечером протест не утихает, протестующие собираются провести бессрочный протест.
В 19:30 протестующие начали шествие по улицам Еревана. Люди перекрывают дороги, используя мусорные баки, самокаты и скамейки, возникают конфликты с водителями автомобилей и пассажирами общественного транспорта.
Сотрудники полиции начали применить силу для подавления протестов. Протестующие начинают блокировать движение транспорта, выстраиваясь живой цепью.
По данным на 21:30 (МСК), бойцы спецназа вышли из-за оцепления полиции, укрытого щитами, и начали оттеснять протестующих от здания правительства.
Ближе к 23:00 (МСК) большая часть протестующих покинула площадь.

### 22 сентября
Бессрочный протест продолжается, протестующие заблокировали ключевой транспортный узел — проспект Мясникяна, связывающий центр столицы с окраинными районами и межгосударственной дорогой.
Правоохранительные органы готовятся к усиленной охране здания правительства.
У здания правительства началась акция протеста, анонсированная оппозицией ранее. Участники протестной акции пытались прорвать кордон полиции.
На акции задержали сына экс-президента Армении Роберта Кочаряна — Левона Кочаряна. Полиция продолжает задерживать участников антиправительственной акции, оттесняя их с проезжей части. Позже полицейские совместно со спецназом оттеснили протестующих от здания правительства.
По некоторым данным, Пашинян покинул здание правительства, несмотря на попытки протестующих заблокировать выходы.
Оппозиция запланировала провести крупную акцию протеста в 19:00 (18:00 по МСК), люди активно начинают прибывать на главную площадь, где располагается здание кабинета министров Армении. К протестующим начали присоединяться студенты.
Участники вечернего протеста блокируют автомобильное движение в разных частях Еревана.
Вечерняя антиправительственная акция завершилась на главной площади.

### 23 сентября
На площади Республики в Ереване перед правительством сейчас спокойно, вход в здание по-прежнему охраняет полиция и спецназ, но без усиленных мер безопасности.
Днём в центре Еревана оппозиция проводит шествие с призывами присоединиться к акциям.
Жители Еревана несут цветы к российскому посольству в память о погибших в Нагорном Карабахе миротворцах.
Обстановка перед зданием правительства в центре Еревана на данный момент спокойная, группа протестующих расположилась на ступеньках здания напротив.
Акции армянской оппозиции с требованием отставки премьер-министра страны Никола Пашиняна проходят не только в Ереване, но и в двух других крупнейших городах Армении — Гюмри и Ванадзоре, сообщает национальный комитет.
По состоянию на 18:00 (МСК), на площади Республики остаются незначительные группы протестующих.
За применение насилия против сына экс-президента Роберта Кочаряна — Левона Кочаряна, могут задержать четверых полицейских.

### 24 сентября
На 18:00 по местному времени в столице Армении Ереване планируется проведение акции протеста против правительства.
Обстановка на площади Республики в Ереване, где несколько дней подряд проходили акции протеста и стычки, в воскресенье спокойная, усиленных кордонов полиции у здания армянского кабмина нет, но на улицах больше патрульных.
Служба национальной безопасности Армении подозревает группу лиц в подготовке к узурпации власти.
Вечером по местному времени на площади Республики в Ереване собираются группы участников протестной акции.
В примыкающих к площади Республики в центре Еревана улицах сконцентрированы дополнительные силы полиции, движение транспорта ограничено.
Армянская оппозиция и протестующие в Ереване с требованием отставки премьер-министра Никола Пашиняна начали шествие по улицам города после акции на площади Республики, одна из колонн подошла к зданию полиции. У здания МВД Армении усилили меры безопасности.
Протестное шествие в Ереване без происшествий дошло до центральной площади.

### 25 сентября
С раннего утра 25 сентября в Ереване стартовали акции гражданского неповиновения «всенародного движения», которое своими основными целями ставит «спасение» Нагорного Карабаха и отставку премьер-министра Никола Пашиняна. Полиция приступила к задержанию участников акции протеста.
Армянский адвокат Арсен Бабаян сообщил о задержании депутата парламента, предупредив полицейских, что за такие действия предусмотрена уголовная ответственность.
Армянская оппозиция планирует провести вечером очередной митинг в центре Еревана.
На площади Республики в центре Еревана началась акция протеста, участники которой требуют отставки премьер-министра Армении Никола Пашиняна.
В вузах Еревана начали арестовывать студентов, которых заметили на протестах против премьер-министра Армении Никола Пашиняна.
Лидеры оппозиции заявили, что до 5 октября действующий премьер Армении Никол Пашинян должен быть отправлен в отставку.

### 26 сентября
Протестующие в Ереване перекрывают улицы с требованием отставки премьер-министра Армении Никола Пашиняна. Сотрудники правоохранительных органов начали задерживать участников акции неповиновения.
Вечером множество ереванцев собрались на площади Республики, несмотря на заявление Всенародного антиправительственного движения об отмене митинга. Граждане недовольны таким поведением оппозиции, поскольку считают, что у протестного движения не может быть выходных.

### 27 сентября
Площадь Республики в самом центре Еревана почти пуста — по состоянию на утро среды на ней нет ни одного протестующего, присутствие полиции у здания правительства Армении сильно сокращено. По некоторым данным, протесты в Ереване прекратились.

### 28 сентября
В Ереване все спокойно, оппозиция планирует провести митинг в центре города 30 сентября.

### 29 сентября
Протестной активности не наблюдается. Лидер партии «Общественный голос», видеоблогер Вардан Гукасян, который ранее заявил, что он и его сторонники будут бойкотировать первое заседание Совета старейшин, назвал условие, при котором партия, занявшая третье место по итогам столичных выборов 17 сентября, будет бойкотировать заседание Совета в Ереване.

### 30 сентября
В 17:00 по местному времени оппозиция планирует провести акцию протеста.
Анонсированная оппозицией акция протеста начинается на площади Республики в Ереване.
Ближе к позднему вечеру акция была завершена.

## Протесты за пределами Армении

### США
Армяне Калифорнии 27 сентября проводят акцию протеста перед зданием библиотеки Рональда Рейгана в Лос-Анжелесе, где спустя несколько часов должны состояться дебаты кандидатов от Республиканской партии.

### Европа
1 октября более 10 тыс. человек в Брюсселе участвуют в митинге в поддержку Нагорного Карабаха. Участники акции обвиняют ЕС в бездействии и требуют перейти от заявлений к конкретным шагам. На митинге присутствуют армяне не только из Бельгии, но также из Нидерландов, Франции, Германии. Они собрались на площади им. Роберта Шумана.

## Пострадавшие
Среди протестующих и полицейских есть пострадавшие, некоторые госпитализированы, однако точное количество не сообщается.
По данным Минздрава Армении на 19 сентября, 34 человека пострадали, 16 из них сотрудники правопорядка.
9 человек из числа протестующих были задержаны вечером 20 сентября во время столкновений с полицией.
К концу протеста 20 сентября было задержано 30 человек.
Вечером 21 сентября полиция задержала 46 протестующих на митинге у здания правительства Армении.
По состоянию на 22 сентября задержано 98 протестующих.
По заявлению Ишхана Сагалетяна, депутата парламента от оппозиционной фракции «Армения», за два дня протеста полицейскими было задержано около 500 человек. Полиция сообщает о более ста задержанных.
В Ереване возбудили дела против 49 протестовавших после массовых беспорядков.
Полиция задержала 19 человек в Ереване, 2 — на трассе Ерасха.
Около пяти мужчин задержаны в центре Еревана в сквере имени Мисака Манушяна за попытку разбить палаточный лагерь.
Полиция Армении утром задержала 142 участника акций протеста в Ереване с требованием отставки премьера Никола Пашиняна.
Полиция Армении задержала 168 участников акций протеста в Ереване с требованием отставки премьера Никола Пашиняна.
Утром 26 сентября Полиция Армении задержала 32 участника акций протеста. За сутки в Ереване задержали более 50 протестующих.

## Реакция властей
- Премьер-министр Армении Никол Пашинян заявил о ситуации в стране: «Сейчас из разных точек слышатся призывы к перевороту в республике»[194]. Также он предупредил о намерении жёстко подавить бунт в Ереване: «Некоторые силы хотят пролить кровь в Ереване, поэтому правительство будет действовать жёстко и не допустит кровопролития, виновных привлекут к ответственности», заявил премьер-министр Армении Никол Пашинян в своем обращении к гражданам[195][196][197].